# Атьма
Атьма́ (рос. Атьма, ерз. Атьма) — селище у складі Ромодановського району Мордовії, Росія. Входить до складу Набережного сільського поселення.

## Населення
Населення — 31 особа (2010; 30 у 2002).
Національний склад (станом на 2002 рік):
- росіяни — 100 %